# Višňové (Nové Mesto nad Váhom)
Višňové es un municipio del distrito de Nové Mesto nad Váhom en la región de Trenčín, Eslovaquia, con una población estimada a final del año 2024 de 161 habitantes.
Se encuentra ubicado al oeste de la región, cerca del río Váh (cuenca hidrográfica del Danubio) y de la frontera con la región de Trnava y la República Checa.

## Demografía
| Año        | 1994 | 2004 | 2014     | 2024    |
| ---------- | ---- | ---- | -------- | ------- |
| Población  | 200  | 196  | 171      | 161     |
| Diferencia |      | −2 % | −12,75 % | −5,84 % |

| Año        | 2023 | 2024    |
| ---------- | ---- | ------- |
| Población  | 162  | 161     |
| Diferencia |      | −0,61 % |